# Cacá Bueno

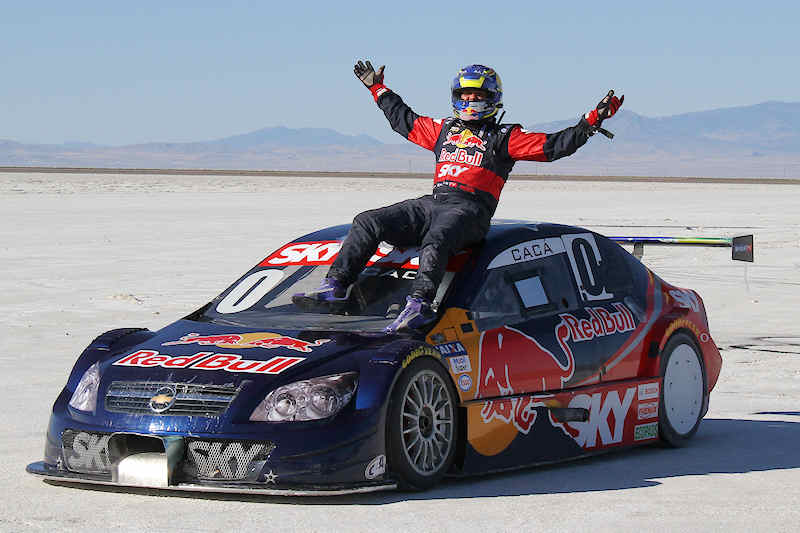
Carlos Bueno festejando tras haber roto el récord de velocidad de un Stock Car V8.

Carlos Eduardo dos Santos Galvão Bueno Filho (Río de Janeiro, 24 de julio de 1976), más conocido como Cacá Bueno, es un piloto de automovilismo brasileño de trayectoria nacional e internacional. Actualmente compite en el Stock Car Brasil en el equipo Red Bull Racing Brasil para la marca Chevrolet.
Bueno inició su carrera profesional en 1998 al disputar el Superturismo Sudamericano en el equipo oficial Peugeot, con un Peugeot 406. Resultó subcampeón ese año y campeón en 1999 junto a su compañero de equipo Emiliano Spataro. En 2000 pasó a competir en el TC 2000 argentino para la misma marca y realizó incursiones en el Top Race V6 y el Turismo Carretera.
Desde 2002, Bueno se desempeñó en la categoría Stock Car Brasil, donde obtuvo cinco campeonatos en los años 2006, 2007, 2009, 2011 y 2012, y cuatro subcampeonatos en 2003, 2004, 2005 y 2010. Fue el primer piloto en consagrarse campeón con la marca Mitsubishi y el primero en ganar con tres marcas distintas (Mitsubishi, Peugeot y Chevrolet).
Por otra parte, Bueno disputó frecuentemente los 200 km de Buenos Aires del TC 2000, logrando un segundo puesto, un cuarto y dos sextos. El brasileño retornó como piloto titular del TC 2000 en 2007, resultando octavo en el campeonato. En 2009, disputó las tres fechas de la Copa Endurance Series junto a Juan Manuel Silva, resultando quinto. En el año 2012, disputó tres fechas de la nueva categoría Súper TC 2000, con el equipo PSG-16 Team con un Ford Focus II, retirándose de la misma por diferencias con las autoridades.
Carlos Bueno es hijo del periodista deportivo brasileño Galvão Bueno y hermano del también piloto de automovilismo Popó Bueno, campeón 2000 de la Fórmula Chevrolet.

## Biografía
La carrera deportiva de Cacá Bueno se inició en el año 1988, cuando con 12 años cumplidos compitió en el Campeonato Carioca de Karts. Al año siguiente, competiría por la Copa de Plata de Karts, coronándose campeón y obteniendo su primer lauro. En 1992, correría en el Campeonato Paulista de Karts, sumando un nuevo título a su palmarés amateur. Tres años más tarde, llegaría su debut con automóviles de turismo, al competir en la Copa Fiat Uno, siendo elegido como el mejor novato del año 1995. A continuación, Bueno compitió en la categoría Stock Car Light, siendo campeón de dicha especialidad en el año 1997.
A mediados de la década de 1990, es convocado por la firma francesa Peugeot para participar en la Copa de las Naciones, más tarde renombrada como Superturismo Sudamericano. En dicha categoría, Cacá compitió a bordo de un Peugeot 406, siendo compañero de equipo inicialmente de Juan Manuel Fangio II, sobrino del homónimo ex pentacampeón mundial de Fórmula 1, y más tarde de Emiliano Spataro. En el año 1999, Cacá se proclamaría campeón de la especialidad en conjunto con su compañero de equipo Spataro, luego de que ambos empataran en puntos, victorias y todas las estadísticas establecidas en el reglamento. Sus antecedentes con la firma francesa, le valieron el debut en la categoría argentina TC 2000, en la cual competiría en 2000 y 2001 en el equipo oficial con un Peugeot 306, llegando inclusive a pelear el campeonato.
En el año 2002, Bueno retornó a Brasil y debutó en la divisional principal Stock Car V8. Cerró su primer año en la tercera posición y siendo nuevamente galardonado como Novato del Año. Luego resultó subcampeón en 2003, 2004 y 2005.
En el año 2006, Cacá conquistó la que sería la primera de sus tres coronas, al consagrarse como Campeón de la Stock Car Brasil, llevándose el título a bordo de un Mitsubishi Lancer del equipo RC, convirtiéndose en uno de los primeros pilotos en competir con una marca diferente a la histórica Chevrolet. En 2007, Cacá revalidaría su título al acumular tres victorias, dos segundos puestos y siete top 5. Asimismo, fue el primer piloto en ganar con una marca diferente (cabe recordar que el Stock Car Brasil fue monomarca Chevrolet durante gran parte de su trayectoria). En 2008, resultó cuarto en el campeonato con dos victorias y cuatro top 5.
Ante el retiro de Mitsubishi del Stock Car Brasil para la temporada 2009, Bueno debió mudar de marca, compitiendo con un Peugeot 307 del equipo Red Bull-WA Mattheis. Nuevamente obtuvo la corona, al acumular una victoria y ocho podios en doce carreras. De esta forma, Bueno se convertiría en el primer piloto campeón con dos marcas diferentes.
En el año 2010, logró dos triunfos, un segundo lugar y un cuarto, resultando subcampeón frente a Max Wilson. Por otra parte, la Stock Car Brasil desarrolló un desafío para romper la barrera de velocidad de la categoría, siendo invitado el piloto Cacá Bueno para realizar esta prueba en el desierto de sal americano Bonneville Salt Flats, a bordo de un Chevrolet Vectra III de la categoría y alcanzando la sorprendente velocidad máxima de 345 km/h.
En 2011, Bueno compitió en la categoría Stock Car, a bordo del Peugeot 408 número 0 del equipo Red Bull-WA Mattheis. Obtuvo su cuarta corona con un saldo de tres triunfos y seis podios. El equipo adoptó los Chevrolet Sonic en 2012, logrando tres triunfos, cinco podios y ocho top 5. Por tanto, obtuvo su quinto título, de modo que es el segundo piloto con más títulos luego de Ingo Hoffmann y sus 12 cetros.
El carioca acumuló dos victorias, un tercer puesto y ocho top 5 en las doce fechas del Stock Car 2013 con su Chevrolet. Por tanto se colocó tercero en el campeonato por detrás de Ricardo Maurício y Thiago Camilo. En 2014 repitió el tercer puesto de campeonato con Red Bull, al conseguir tres podios y ocho top 5 en 21 carreras.
Simultáneamente, Bueno ha participado del Trofeo Fiat Linea Brasil desde la temporada inaugural en 2010, donde se coronó campeón en 2010, 2011 y 2012. El carioca se unió en 2012 al equipo oficial de BMW en el Campeonato GT Brasil, donde resultó subcampeón junto a Cláudio Dahruj.
Aparte de su actividad en Brasil, Bueno disputó frecuentemente los 200 km de Buenos Aires del TC 2000, logrando un segundo puesto, un cuarto y dos sextos. El brasileño retornó como piloto titular del TC 2000 en 2007 a bordo de un Honda Civic oficial, resultando octavo en el campeonato. En 2009, disputó las tres fechas de la Copa Endurance Series junto a Juan Manuel Silva, resultando quinto.
Asimismo, realizó pequeñas incursiones en el Top Race V6 y en el Turismo Carretera. En la primera, compitió en la carrera realizada en Interlagos, gracias a una invitación formulada por el presidente de la categoría Alejandro Urtubey, quien le ofreció una unidad Mercedes-Benz Clase C, pintada con los colores del Brasil y con el número 0 en sus laterales. Mientras que en la segunda, fue invitado por el equipo HAZ Racing Team, para competir también en una carrera con un Chevrolet Chevy, siendo el primer piloto brasileño en competir en la máxima categoría de Argentina.
En 2012, Bueno fue convocado por la escudería PSG-16 Team para participar en tres fechas del renovado Súper TC 2000 a bordo de un Ford Focus II, logrando dos podios. En este año también tendría una incursión en la fecha de Brasil del Campeonato Mundial de Turismos, donde compitió a bordo de un Chevrolet Cruze.
El piloto disputó en 2013 el Campeonato FIA GT con un BMW Z4 junto a Allam Khodair, resultando 12º en el campeonato de pilotos de la clase Pro y tercero en el de equipos.

## Trayectoria
- 1988. Karting
- 1989. Campeón Copa de Plata de karting
- 1992. Campeón Paulista de Karting
- 1995. Copa Fiat Uno
- 1996. Copa Fiat Uno
- 1997. Campeón de Stock Car Light

Copa Palio
- 1998. Subcampeón de Superturismo Sudamericano Peugeot 406
- 1999. Campeón de Superturismo Sudamericano, Peugeot 406, compartido con Emiliano Spataro
- 2000: TC 2000 (Peugeot 306)
- 2001: TC 2000 (Peugeot 306)
- 2002: Stock Car V8 (Chevrolet Astra)
- 2003: Stock Car V8 (Chevrolet Astra)
- 2004: Stock Car V8 (Chevrolet Astra)
- 2005: Stock Car V8 (Chevrolet Astra)
- 2006: Campeón Stock Car V8 (Chevrolet Astra)
- 2007: Campeón Stock Car V8 (Mitsubishi Lancer)

TC 2000 (Honda Civic)
- 2008: Stock Car V8 (Mitsubishi Lancer)

200 km de Buenos Aires (Honda Civic)
- 2009: Campeón Stock Car V8 (Peugeot 307)

Copa Endurance Series (Honda Civic)
- 2010: Stock Car V8 (Peugeot 307)

Copa Endurance Series (Honda Civic)
- 2012: Campeón Stock Car V8 (Chevrolet Sonic)

Campeonato GT Brasil (BMW Z4)
Super TC 2000 (Ford Focus II)
- 2013: Stock Car V8 (Chevrolet Sonic)

Campeonato FIA GT (BMW Z4)
- 2014: Stock Car V8 (Chevrolet Sonic)

## Resultados

### Turismo Competición 2000
| Año  | Equipo                       | Auto             | 1    | 2   | 3   | 4     | 5     | 6    | 7   | 8    | 9    | 10     | 11     | 12    | 13    | 14     | Res. | Puntos |
| ---- | ---------------------------- | ---------------- | ---- | --- | --- | ----- | ----- | ---- | --- | ---- | ---- | ------ | ------ | ----- | ----- | ------ | ---- | ------ |
| 2000 |                              |                  | RC I | TRE | AG  | SJU I | PAR I | OBE  | BB  | RAF  | BA I | SJO    | SJU II | RC II | BA II | PAR II | 26°  | 2      |
| 2000 | EF Racing                    | Peugeot 306      |      |     |     |       |       | Ret  | WD  | 10   | 16†  | 21†    | Ret    | 18    | 10    | Ret    | 26°  | 2      |
| 2001 |                              |                  | RAF  | RC  | BB  | SJU I | PAR   | BA I | OBE | AG I | SJO  | SJU II | MDA    | RES   | AG II | BA II  | 4°   | 91     |
| 2001 | EF Racing                    | Peugeot 306      | 5    | 6   | 6   | 2     | Ret   | 6    | 8   | 4    | 4    | 20     | 7      | 2     | 17†   | 5      | 4°   | 91     |
| 2004 |                              |                  | GR   | VIE | SJU | PAR   | SL    | OBE  | AG  | CON  | RC   | SRA    | BB     | BA    | RAF   | MDP    | -    | -      |
| 2004 | Honda Racing Petrobras       | Honda Civic VII  |      |     |     |       |       |      |     |      |      |        |        | 17†   |       |        | -    | -      |
| 2005 |                              |                  | BA I | PAR | VIE | SJU   | OLA   | AG   | CUR | OBE  | RAF  | SRA    | CON    | BA II | SL    | GR     | -    | -      |
| 2005 | Honda Racing Petrobras       | Honda Civic VII  |      |     |     |       |       |      |     |      |      |        |        | 6     |       |        | -    | -      |
| 2006 |                              |                  | BA I | OLA | CR  | VIE   | SFE   | SJU  | SRA | RES  | CUR  | SMM    | GR     | BA II | OBE   | PAR    | -    | -      |
| 2006 | Sportteam Competición        | Volkswagen Bora  |      |     |     |       |       |      |     |      |      |        |        | 4     |       |        | -    | -      |
| 2007 |                              |                  | CR   | GR  | BB  | SMM   | SJU   | SP   | AG  | SFE  | SRA  | VIE    | BA     | OBE   | SL    | PDE    | 8°   | 92     |
| 2007 | Honda Lubrax                 | Honda Civic VIII | Ret  | 4   | Ret | 9     | 3     | 3    | Ret | 3    | Ret  | Ret    | 2      |       | 5     | Ret    | 8°   | 92     |
| 2008 |                              |                  | PAR  | SAL | GR  | SFE   | SJU   | RES  | AG  | BA   | OBE  | TRH    | VIE    | SMM   | PDF   | PDE    | -    | -      |
| 2008 | Honda Petrobras              | Honda Civic VIII |      |     |     |       |       |      |     | 10   |      |        |        |       |       |        | -    | -      |
| 2009 |                              |                  | AG   | GR  | OBE | SMM   | TRH   | RES  | BA  | CEN  | SFE  | SFE    | SJU    | SJU   | PDF   |        | -    | -      |
| 2009 | Equipo Petrobras             | Honda Civic VIII |      |     |     |       | 2     |      | 6   |      |      |        |        |       | Ret   |        | -    | -      |
| 2011 |                              |                  | GR   | SFE | SFE | SMM   | SJU   | RES  | AG  | TRH  | LPL  | TRE    | JUN    | PDF   | PAR   |        | -    | -      |
| 2011 | Equipo Fiat Oil Combustibles | Fiat Linea       |      |     |     |       |       |      |     |      | 7    |        |        |       |       |        | -    | -      |

#### Copa Endurance Series
| Año  | Equipo           | Auto             | 1   | 2  | 3   | Res. | Puntos |
| ---- | ---------------- | ---------------- | --- | -- | --- | ---- | ------ |
| 2009 |                  |                  | TRH | BA | PDF | 5°   | 27     |
| 2009 | Equipo Petrobras | Honda Civic VIII | 2   | 6  | Ret | 5°   | 27     |

### Súper TC 2000
| Año  | Equipo                                  | Auto          | 1    | 2   | 3   | 4   | 5   | 6    | 7   | 8   | 9   | 10  | 11    | 12  | 13    | 14 | Res. | Puntos |
| ---- | --------------------------------------- | ------------- | ---- | --- | --- | --- | --- | ---- | --- | --- | --- | --- | ----- | --- | ----- | -- | ---- | ------ |
| 2012 |                                         |               | AG   | BA  | ROS | SJU | GR  | OBE  | RAF | SMM | RC  | SFE | SFE   | SAL | PDF   |    | 16°  | 60     |
| 2012 | PSG-16 Team                             | Ford Focus II | 2    | 2   |     |     | 7   |      |     |     |     |     |       |     |       |    | 16°  | 60     |
| 2014 |                                         |               | RAF  | VIE | AG  | ROS | TOA | BA   | RES | SFE | SFE | SJU | TRH   | COD | PDF   |    | -    | -      |
| 2014 | Equipo Petronas                         | Fiat Linea    |      |     |     |     |     | 3    |     |     |     |     |       |     |       |    | -    | -      |
| 2015 |                                         |               | JUN  | ROS | OBE | TRH | RAF | SL I | SFE | SFE | TOA | GR  | SMM   | AG  | SL II |    | -    | -      |
| 2015 | Equipo Fiat Petronas                    | Fiat Linea    |      |     |     |     |     |      |     |     | 4   |     |       |     |       |    | -    | -      |
| 2017 |                                         |               | BA I | PDF | SMM | ROS | ROS | TRH  | RAF | OBE | SFE | SFE | BA II | SJU | GR    | AG | -    | -      |
| 2017 | Citroën Total Racing Súper TC 2000 Team | Citroën C4 II |      |     |     |     |     |      |     |     |     |     | Ret   |     |       |    | -    | -      |

### TCR South America
(Clave) (negrita indica pole position) (cursiva indica vuelta rápida)

| Año  | Equipo     | Auto            | 1     | 2   | 3   | 4   | 5   | 6      | 7      | 8   | 9   | 10  | 11  | 12  | 13  | 14  | 15  | 16  | 17  | 18  | 19  | Pos. | Pts. |
| ---- | ---------- | --------------- | ----- | --- | --- | --- | --- | ------ | ------ | --- | --- | --- | --- | --- | --- | --- | --- | --- | --- | --- | --- | ---- | ---- |
| 2024 |            |                 | INT I | CAS | CAS | VEL | VEL | INT II | INT II | EPI | EPI | MER | MER | TBD | TBD | BUE | BUE | TRH | TRH | ROS | ROS | °    |      |
| 2024 | PMO Racing | Peugeot 308 TCR | 8     |     |     |     |     |        |        |     |     |     |     |     |     |     |     |     |     |     |     | °    |      |

### TCR Brasil
| Año  | Equipo     | Auto            | 1     | 2   | 3   | 4   | 5   | 6   | 7   | 8      | 9      | 10  | 11  | Pos. | Pts. |
| ---- | ---------- | --------------- | ----- | --- | --- | --- | --- | --- | --- | ------ | ------ | --- | --- | ---- | ---- |
| 2024 |            |                 | INT I | CAS | CAS | CAS | CAS | VEL | VEL | INT II | INT II | BUE | BUE | °    |      |
| 2024 | PMO Racing | Peugeot 308 TCR | 7     |     |     |     |     |     |     |        |        |     |     | °    |      |

## Palmarés
| Título  | Categoría                                         | Automóvil         | Año  |
| ------- | ------------------------------------------------- | ----------------- | ---- |
| Campeón | Stock Car Light                                   | Chevrolet Omega   | 1997 |
| Campeón | ST Sudamericano (compartido con Emiliano Spataro) | Peugeot 406       | 1999 |
| Campeón | Stock Car V8                                      | Mitsubishi Lancer | 2006 |
| Campeón | Stock Car V8                                      | Mitsubishi Lancer | 2007 |
| Campeón | Stock Car V8                                      | Peugeot 307       | 2009 |
| Campeón | Stock Car V8                                      | Peugeot 408       | 2011 |
| Campeón | Stock Car V8                                      | Chevrolet Sonic   | 2012 |